# اللواء العاشر مشاة (لبنان)
لواء المشاة العاشر هو وحدة من الجيش اللبناني قاتلت في الحرب الأهلية اللبنانية، وهي نشطة منذ إنشائها في يناير 1984.

## الأصول
في أعقاب الغزو الإسرائيلي للبنان في يونيو وسبتمبر 1982، أعلن الرئيس أمين الجميل، مقتنعًا بأن وجود قوة دفاع وطنية قوية وموحدة شرطًا أساسيًا لإعادة بناء الأمة، عن خطط لجمع جيش قوامه 60 ألف رجل منظم في اثني عشر لواء (تم إنشاؤه من أفواج المشاة الموجودة)، خضعت للتدريب والتجهيز من قبل فرنسا والولايات المتحدة.

## الشعار
وتتكون شارة اللواء من نسر بني اللون يقف على خلفية سماء زرقاء، وينقض على فريسته، ويرمز إلى السرعة والدقة في تحديد الهدف والقضاء عليه. ترمز عين النسر إلى القوة والشجاعة، والجناح الممتد إلى حماية القوات الصديقة.

## الهيكل والتنظيم
بحلول عام 1985، كان اللواء العاشر يتألف من كتيبة مدرعة (104) مجهزة بسيارات بانهارد إيه إم إل-90 المدرعة، ودبابات خفيفة أيه أم أكس-13 (استبدلت في التسعينيات بدبابات تي- 55 تبرعت بها سوريا)، الولايات المتحدة إم-48 باتون الرئيسية دبابات قتالية (MBTs)، وثلاث كتائب مشاة ميكانيكية (101 و102 و103) وزودت مؤقتًا بناقلات جنود مدرعة أمريكية من طراز أم- 113 (APC)، وكتيبة مدفعية (105) مجهزة بمدافع هاوتزر أمريكية من طراز أم- 114 عيار 155 ملم وسرية دعم. الأخيرة مقسمة إلى قسم واحد مضاد للدبابات وقسمي هاون ثقيل مزود بقذائف هاون ثقيلة هوتشكيس براندت قطرها -120-أر تي-61 عيار 120 ملم. أرسل اللواء أيضًا كتيبة دعم لوجستي، مجهزة بمركبات الاتصال والنقل مثل سيارات الجيب الأمريكية إم- 151، سلسلة قاعدة العجلات الطويلة لاند روفر الثالث، شيفروليه C20 ودودج رام (الجيل الأول) ، بالإضافة إلى شاحنات عسكرية أمريكية آم- 35A2 2½ طن (6x6) الشاحنات. تمركزت قيادة اللواء عام 1983 في ثكنة شكري غانم في منطقة الفياضية في شرق بيروت، ووضعت تحت قيادة العقيد نسيب عيد، الذي حل محله العقيد مخول حاكمة في عام 1989.

## التاريخ القتالي

### الحرب الأهلية اللبنانية
بقيادة العقيد نسيب عيد وتعزيزه بكتيبة كوماندوز من الجيش اللبناني بقيادة الرائد يوسف طحان، انتشر اللواء العاشر أثناء حرب الجبل في شرق بيروت، حيث جهز لدعم ألوية الجيش اللبناني الأخرى في الميدان كما هو مطلوب.
في 13 فبراير 1984، ارسلت كتيبة الحرس 101 إلى الجزء الغربي من منطقة الشهار لتعزيز الوحدات المحاصرة من اللواء الرابع، الذين كانوا يقاتلون بشدة للاحتفاظ بمواقعهم في عبيه وكفر متى وعين كسور والمدينة. بنيه أثناء تعرضه لموجة من الهجمات البرية من قبل ميليشيا جيش التحرير الشعبي الدرزي بقيادة وليد جنبلاط.

### حرب التحرير 1989-1990
عادة ما يتم إلحاقها بـ "القبعات الحمراء" من فوج المغاوير بقيادة المقدم يوسف طحان (استبدل لاحقًا بالعقيد جهاد شاهين)، كانت "القبعات الخضراء" من اللواء العاشر. وتتمركز وحداتها على طول الخط الأخضر، على طريق بيروت – دمشق حتى جبهة كفرشيما – الشويفات في قضاء بعبدا. وفي عام 1987، كلف التشكيلين بالدفاع عن أكاديمية الفياضية العسكرية ومجمع ثكنات الجيش الكبير المجاور لها.
خلال حرب التحرير 1989-1990، قاتل اللواء العاشر إلى جانب اللواء الثامن ضد تحالف الدروز PSP/PLA، القوات اللبنانية الموالية لسوريا – القيادة التنفيذية (LFEC) والميليشيات الفلسطينية المدعومة من الجيش السوري في معركة السوق الثانية. الغرب في 13 أغسطس 1989. وقد سبق الهجوم البري للميليشيات قصف مدفعي سوري ضخم ومتواصل على المواقع التي كانت تسيطر عليها القوات العونية، التي صدت الهجوم من خلال إلحاق حوالي 20-30 ضحية بمهاجمي الحزب التقدمي الاشتراكي/جيش التحرير الشعبي.